# Valravn
 For alternative betydninger, se Valravn (flertydig). (Se også artikler, som begynder med Valravn)
Valravn er i folkeviser betegnelsen for et fabeldyr i form af en mand, der er blevet forvandlet til en ravn. Forbandelsen kan kun brydes hvis han drikker blodet fra et spædbarn. Valravnen kendes kun fra dansk middelalderlig visetradition, hvor den optræder i ni kendte versioner af den samme vise.
I heraldikken anvendes ordet til at beskrive et fabeldyr: en ørn, hvor hovedet er erstattet af forkroppen af en ulv. Fabeldyret har altså både vinger og forben. Det heraldiske dyr er forskelligt fra væsnet, som findes i visetraditionen - i folkeviser beskrives valravnens udseende blot som en ravn - og er kun kendt fra den nu uddøde Ulfeldt-slægt. De svenske adelsslægter kaldet Aspenäs-ätten og Fånö-ätten førte et lignende fabeldyr: ½ ørn + ½ løve.
Der er delte meninger om oprindelsen af det første led, val. Nogle har søgt at forklare det som en udvikling af præfikset var (med betydningen "mand"), som fx findes i varulv, men dette er blevet beskyldt for at være en usandsynlig sprogudvikling.
Andre mener at første led, val, stammer fra det norrønte valr, der betyder "de faldne," som tillige findes i ordet valkyrie. Ordleddet 'val' ses også i valnød, hvor det har betydningen 'fremmed' og i valmue, hvor det har betydningen 'slap'.
Det er nævneværdigt at væsnet kun kaldes valravn i to af de ni kendte versioner af visen (specifikt kaldes den vilde valravn og vallenravn i disse to), og at den i de andre versioner kaldes for Ulver vilde ravn, Salmand vilde ravn og vilden Verner ravn - det har fået folklorister til at konkludere, at valravn sandsynligvis er en videreudvikling af det mere almindelige navn vilde ravn.